# Mirko Puglioli
Mirko Puglioli (né le 16 août 1973 à Pise) est un coureur cycliste et directeur sportif italien. Coureur professionnel de 1998 à 2001, il est directeur sportif de l'équipe féminine SC Michela Fanini depuis 2017.

## Palmarès
- 1993
  - 3e de la Coppa 29 Martiri di Figline di Prato
- 1996
  - Firenze-San Patrignano
- 1997
  - Trofeo Sportivi di Briga
  - Gran Premio Industria del Cuoio e delle Pelli
  - 2e de la Freccia dei Vini
  - 3e de la Coppa Giuseppe Romita
  - 3e du Memoria Luigi Bocca
- 1999
  - 4e étape du Tour de l'Ain
  - Gran Premio Industria e Commercio Artigianato Carnaghese
- 2001
  - Marathon des Dolomites
  - 2e du Trophée international Bastianelli
- 2003
  - Ötztaler Radmarathon (de)
- 2004
  - Ötztaler Radmarathon (de)